# Le Volcan tranquille
Le Volcan tranquille est un feuilleton télévisé québécois en 66 épisodes de 45 minutes créé par Pierre Gauvreau et diffusé du 10 septembre 1997 au 9 décembre 1998 à la Télévision de Radio-Canada. La série s'inscrit à la suite de Cormoran dans le triptyque télévisuel de Gauvreau.

## Synopsis
Durant la Seconde Guerre mondiale, le jeune et naïf Louis-Joseph Dessables s'engage dans l'Armée canadienne. Issu d'une famille non conventionnelle (une mère athée vit séparée de son mari, et un oncle tient une librairie où l'on peut se procurer des livres à l'Index), il découvre le Québec de l'après-guerre et son éveil politique et culturel.

## Fiche technique
- Scénarisation : Pierre Gauvreau
- Réalisation : Pierrette Villemaire, François Côté, Yves Mathieu et Régent Bourque
- Société de production : Société Radio-Canada

## Distribution
- Emmanuel Bilodeau : Louis-Joseph Dessables
- Louise Portal : Françoise Dessables
- Andrée Lachapelle : Agathe Saint-Janvier
- Johanne Marie Tremblay : Cléopâtre Saint-Janvier
- Marie-Chantal Perron : Coralie Lebrun
- François L'Écuyer : Rosaire Lebrun
- Germain Houde : Marc-Aurèle Dessables
- Raymond Bélisle : Ulysse Saint-Janvier
- Suzanne Garceau : Aurore Lécluze
- Denis Bernard : François-Xavier Lécluze
- Caroline Roberge : Andrée Lécluze
- François Papineau : Réal Pinsonnault
- Pascal McDuff : Pierre-Paul Lécluze
- Nathalie Mallette : Rosa Desmarteaux
- Macha Limonchik : Esther Novak
- Paul Cagelet : Julien Leroy
- Marie-Josée Forget : Michelle Leroy
- Julie McClemens : Cybèle Plamondon
- Pierre Lebeau : Bull Pinsonnault
- France Castel : Mme Picard
- Jacques Allard : Bob Lavigne
- Charles Boisseau : Arthur Picard
- Annette Garant : Emma Sansregret
- Jean-François Blanchard : Gaétan Cloutier
- Marc Béland : Gratien Sirois
- Jean-Marie Moncelet : Raymond Piquoisot
- Daniel Gadouas : Capitaine Alphonse Tétrault
- Henri Chassé : Major Michaud
- Albert Millaire : Épiphane Plamondon
- France Arbour : Mme Marguerite
- Carl Béchard : Paul Brillant
- Vincent Bilodeau : Hector
- Jacinthe Potvin : Hectorine
- Julien Poulin : Abbé Beaudin
- Lise Roy : Solange Saint-Janvier
- Yves Bélanger : Homme de Bull Pinsonnault
- Jean-Robert Bourdage : Homme de Bull Pinsonnault
- Marc Dumesnil : André Thériault
- Fanny Otis : Yvette
- André Lacoste : Bernard, commis voyageur
- Jacqueline Laurent : Cunégonde
- Alain Boucher : Big Boy
- Mark Walker : Colonel William Eastman
- Jacqueline Magdelaine : Pleureuse
- Jean Latreille : Homme d'affaires
- Martine Beaulne : Religieuse
- Gabriel Gascon : Cardinal Villeneuve
- Réal Bossé : Félix Legault
- Elyzabeth Walling : Carole
- Catherine Lachance : Marie-Ange Thibault
- Michel Perron : Ben

## Commentaires
- La série devait originellement contenir 78 épisodes, mais seulement 66 ont été tournés[1]
- La série se termine inopinément en décembre 1998, alors que quatorze épisodes ne sont pas diffusés,l'œuvre restant inachevée[2].